# Holubivske, Iuriivka
Holubivske (în ucraineană Голубівське) este un sat în comuna Preobrajenka din raionul Iuriivka, regiunea Dnipropetrovsk, Ucraina.

## Demografie
Componența lingvistică a localității Holubivske
     Ucraineană (100%)
Conform recensământului din 2001, toată populația localității Holubivske era vorbitoare de ucraineană (100%).